# Transformée
En mathématiques, une transformée consiste à associer une fonction définie sur un domaine à une autre fonction, définie sur un domaine éventuellement différent. Un exemple d'application en physique consiste à étudier un signal défini sur le domaine temporel par sa transformation sur le domaine fréquentiel.

## Liste des transformées

### Transformées intégrales
- Transformée d'Abel
- Transformée de Fourier
  - Transformée de Fourier locale
  - Transformée de Fourier-Mukai
- Transformée de Laplace
  - Transformée bidirectionnelle de Laplace
  - Transformée bilatérale de Laplace
- Transformée de Hilbert
- Transformée de Stieltjes
- Transformée en ondelettes continue

### Transformées discrètes
- Transformée de Fourier discrète
  - Transformée de Fourier rapide
  - Transformée de Walsh
- Transformée en W
- Transformée en Z
- Transformée en cosinus discrète
- Transformée en ondelettes discrète

### Transformées matricielles
- Transformée de Hadamard

### Théorie des nombres
- Transformée de Möbius

### Changement de coordonnées
- Transformée de Joukovsky
- Méthode de Box-Muller

### Autres
- Transformée de Hough, utilisée en reconnaissance d'images
  - Transformée généralisée de Hough
- Transformée de Legendre-Fenchel, utilisée en théorie de l'optimisation